# Riothamus
Riothamus (també Riothame, Riothime, Riotime) és un personatge del segle v. Com a "Rei dels britànics" (no se sap realment si els bretons d'Armòrica, de la Bretanya romana o d'un regne situat entre ambdues, va ser cridat en 468 per l'emperador romà Antemi per a formar una coalició amb les forces de la Gàl·lia romana al nord sota el comandament del comte Pau contra els visigots d'Aquitània, que havien trencat el foedus amb l'Imperi.

## Història de Jordanes
D'acord amb Jordanes (Getic XLV.237), Riothamus va venir per mar amb 12.000 homes per lluitar contra els visigots. Després de l'enfrontament, els visigots van derrotar els bretons en 469 en la batalla de Déols, abans que aquests poguessin unir les seves forces amb els seus federats els francs.
Riothamus va trobar refugi amb la resta de les seves tropes al regne burgundi, encara federat de Roma. Sidoni Apol·linar, llavors bisbe de Clarmont d'Alvèrnia, li va enviar una carta (Ep III, IX) sobre la indisciplina de les seves tropes a la regió. Riothamus va acabar morint a Borgonya.

## Identificacions en la historiografia
Les cròniques i vides dels sants de Bretanya mostren un Riothamus, rei dels Domnonée el 460. La seva identificació amb Riothamus és probable, perquè el seu regne tal vegada s'estenia en una part de l'actual Gran Bretanya.
Segons Léon Fleuriot, el nom de Riothamus és un terme que significa "gran rei", i que amaga darrere la figura d'una altra persona (potser el rei dels Britans, Ambrosi Aurelià). Uns altres creuen que la seva història, amplificada i exposada de manera romàntica (la seva expedició, i la seva mort, a Borgonya, potser Avallon), constitueix un element de la figura del rei Artur.